# Surattha carmensita
Surattha carmensita là một loài bướm đêm trong họ Crambidae.